# Ptah Hotep
Ptah Hotep est un roman de Charles Duits paru pour la première fois en 1971. Il se présente comme le récit détaillé des aventures mais aussi du parcours affectif et moral du héros éponyme, dans un décor imaginaire qui suggère la Méditerranée de l'Antiquité.
Situé au carrefour de plusieurs genres et styles littéraires, Ptah Hotep est une œuvre souvent décrite par les critiques comme inclassable . Il est tout à la fois journal uchronique, roman initiatique mystique ou livre de sagesse surréaliste.

## Histoire
Passé inaperçu lors de sa parution comme ouvrage de littérature générale, il doit son succès à sa reparution dans une collection consacrée à la science-fiction alors même que l'auteur met en garde ses lecteurs contre l'erreur de « prendre [son] livre pour un roman, voire un roman fantastique ».